# 隆背瓢蟹
隆背瓢蟹（学名：Carpilius convexus）为扇蟹科瓢蟹属的动物。分布于日本、夏威夷、波利尼西亚、印度洋、红海、东非、台湾岛以及中国大陆的西沙群岛、海南岛等地，生活环境为海水，常见于岩石沿岸或珊瑚礁的浅水中。可食用，非常的美味。